# Poggio Renatico
Poggio Renatico (Al Pògio in dialetto ferrarese, Al Puz in dialetto poggese) è un comune italiano di 9 718 abitanti della provincia di Ferrara in Emilia-Romagna.
A Poggio Renatico si trova una base dell'Aeronautica Militare, sede del COA (Comando Operazioni Aerospaziali) e del Deployable Air Command and Control Centre della NATO.

## Geografia fisica
Poggio Renatico è situato nella pianura ferrarese. Il paese gode di un tipico clima temperato continentale della pianura padana e delle medie latitudini.
- Classificazione climatica: zona E[5]
- Classificazione sismica: zona 3[5]

## Origini del nome
Il toponimo Poggio deriva dal latino podium che si riferisce a collinette artificiali che emergono dalle acque circostanti. Un po' più controversa è l'origine di Renatico, che generalmente viene fatto risalire a reunatico derivato di reuna e che potrebbe essere considerato un equivalente di motta, termine col quale nel 1200 si indicava generalmente una collinetta circondata dall'acqua. Il nome del paese rappresenterebbe quindi la definizione della tipologia dell'insediamento originale, cioè un abitato costruito in posizione elevata rispetto alle acque paludose circostanti. La teoria che voleva far derivare il termine Renatico dal fiume Reno che scorre a qualche chilometro del paese non trova seguito tra i moderni studiosi, dal momento che il fiume è stato deviato nel corso attuale solamente durante il papato di Benedetto XIV.

## Storia

### Origini
Non è possibile definire con sicurezza l'origine di Poggio Renatico. I primi documenti che menzionano il paese come Podio, Podio Rognatico o Raunatico e infine Poggio Renatico sono di epoca medievale, ma alcuni ritrovamenti archeologici come le olle vinarie rinvenute nelle vicinanze fanno risalire le origini dell'insediamento all'epoca romana.

### I Lambertini
Il feudo è appartenuto alla famiglia Lambertini probabilmente fin dal 972, anche se altre fonti fanno risalire l'investitura della famiglia al XIII secolo. In ogni caso la dinastia Lambertini dominò a lungo Poggio Renatico. Il più celebre discendente della famiglia fu Prospero Lorenzo Lambertini, che divenne papa Benedetto XIV. L'estinzione del ramo maschile della famiglia avvenne dopo la morte di papa Benedetto quando il principe Cesare, ultimo della casata, ebbe una sola figlia femmina, Anna, andata poi sposa al marchese Filippo Garagnani con il conseguente passaggio del paese sotto lo Stato Pontificio.

### Dall'unità d'Italia
Dopo l'Unità d'Italia il paese entrò a far parte della Provincia di Ferrara ed iniziò il suo sviluppo economico a partire dall'inaugurazione della tratta ferroviaria Bologna-Ferrara del 1862.

### Terremoto dell'Emilia del 2012
Poggio Renatico è stato colpito dai terremoti dell'Emilia del 2012. Le scosse sismiche hanno provocato il crollo della torre dell'orologio del castello Lambertini e il danneggiamento del campanile e della cupola della chiesa abbaziale di San Michele Arcangelo, con conseguenze pesanti per il patrimonio artistico locale. Il 4 giugno 2012 il campanile della chiesa di San Michele, la cui instabilità stava mettendo a rischio la chiesa sottostante, è stato demolito con delle cariche esplosive.

### Simboli
(Descrizione araldica dello stemma)
(Descrizione araldica del gonfalone)
Lo stemma e il gonfalone sono stati concessi con il decreto del Presidente della Repubblica datato al 7 aprile 1994.
Già nel 1834 il comune, che si chiamava allora Poggio Lambertini, aveva adottato uno stemma costituito da due scudi accollati che raffiguravano il blasone della famiglia bolognese dei Lambertini (d'oro, a quattro pali di rosso) accompagnato da uno scorcio delle mura turrite del castello Lambertini, costruito nel Medio Evo dai Guastavillani, divenuto sede municipale e pesantemente danneggiato dal terremoto del 2012.

## Monumenti e luoghi d'interesse

### Architetture religiose
- Antica Abbazia di San Michele Arcangelo. La chiesa venne costruita anteriormente al 1200 ed è una delle più antiche della Diocesi di Bologna. L'edificio, in stile romanico e a navata unica, sorge probabilmente sul sito di un edificio di culto ancora più antico. Nel 1592 il rettore della pieve Marcello Lambertini finanziò parzialmente la ricostruzione ed ampliamento della chiesa, che divenne ancora più imponente ed impreziosita dopo che nel 1643 Papa Urbano VIII le conferì il titolo di abbazia secolare. Dopo le alluvioni del XVII secolo che lo danneggiarono parzialmente, l'edificio venne restaurato nel 1792 e, in una seconda fase, nel 1804. I lavori lasciarono invariato l'aspetto esterno in stile romanico, ma l'interno venne ricostruito in stile neoclassico, con un soffitto a cassettoni in gesso a copertura dell'originale in legno. Il 21 marzo 1901 la struttura, probabilmente a causa delle infiltrazioni, subì un crollo parziale che ne decretò la sua chiusura al culto. Dopo un lungo contenzioso tra chi desiderava il restauro della vecchia chiesa e chi prospettava invece la costruzione di un nuovo edificio di culto più vicino al nucleo attorno al quale si stava sviluppando il paese, nel 1904 il Comune di Poggio Renatico ne decretò la definitiva chiusura e nel 1907 fu consacrata una nuova chiesa parrocchiale costruita accanto al Castello Lambertini, sempre intitolata a San Michele. Seguì un periodo di progressivo abbandono della vecchia chiesa, fino ad essere utilizzata dall'esercito tedesco come magazzino durante la seconda guerra mondiale. Nel 2002 venne completamente restaurata ed adibita a sala polivalente fino al crollo del tetto per il terremoto del 2012[13] che ne ha determinato la chiusura al pubblico.
- Chiesa abbaziale di San Michele Arcangelo. La chiesa, in stile gotico-lombardo del XIV secolo, a tre navate con pianta a croce latina, è stata inaugurata nel 1907 dopo che l'originale Abbazia di San Michele era stata dichiarata inagibile per il crollo del soffitto avvenuto nel 1901. Le ampie vetrate colorate furono in gran parte distrutte dai bombardamenti della seconda guerra mondiale e furono ricostruite nel dopoguerra con i disegni di Antonio Maria Nardi.[14] Il campanile, costruito nel 1949 ed incompiuto per un cedimento del terreno che ne aveva comportato una lieve inclinazione, è rimasto danneggiato dal terremoto del 2012, tanto da dover essere abbattuto con 120 microcariche di dinamite opportunamente temporizzate per evitare che crollasse sulla chiesa.[15] I danni del terremoto hanno comunque determinato la chiusura al pubblico della chiesa, che è stata temporaneamente sostituita da una nuova struttura ricavata dal cantiere abbandonato di quella che avrebbe dovuto diventare la nuova scuola materna del paese.[16]
- Chiesa di Santa Caterina, nella frazione di Gallo.
- Chiesa della Beata Maria Vergine dei Boschi, nella frazione di Madonna Boschi.

### Architetture civili
- Stazione di Poggio Renatico

### Architetture militari
- Castello Lambertini. Il castello, costruito nel medioevo dai Guastavillani come struttura a carattere difensivo, divenne proprietà dei Lambertini nel XV secolo. Nel corso degli anni l'antica costruzione ha subito numerose trasformazioni e rifacimenti: nel 1475 con Egano Lambertini e soprattutto nel '600, la struttura venne trasformata in palazzo signorile, perdendo il rigido carattere di rocca militare. Altra importante ricostruzione fu quella del 1660, quando il castello divenne temporanea dimora della regina Cristina di Svezia.

(Statuti di Bologna, 1250)
- Torri. Lungo tutto il territorio di Poggio Renatico, a partire dall'alto Medioevo sono state costruite dai bolognesi nell'arco dei secoli numerose torri e castelli, sia come presidio della pesca e dei trasporti lungo le vie d'acqua, sia come controllo dei confini con Ferrara. Alcune di queste costruzioni sono ancora esistenti.[17]

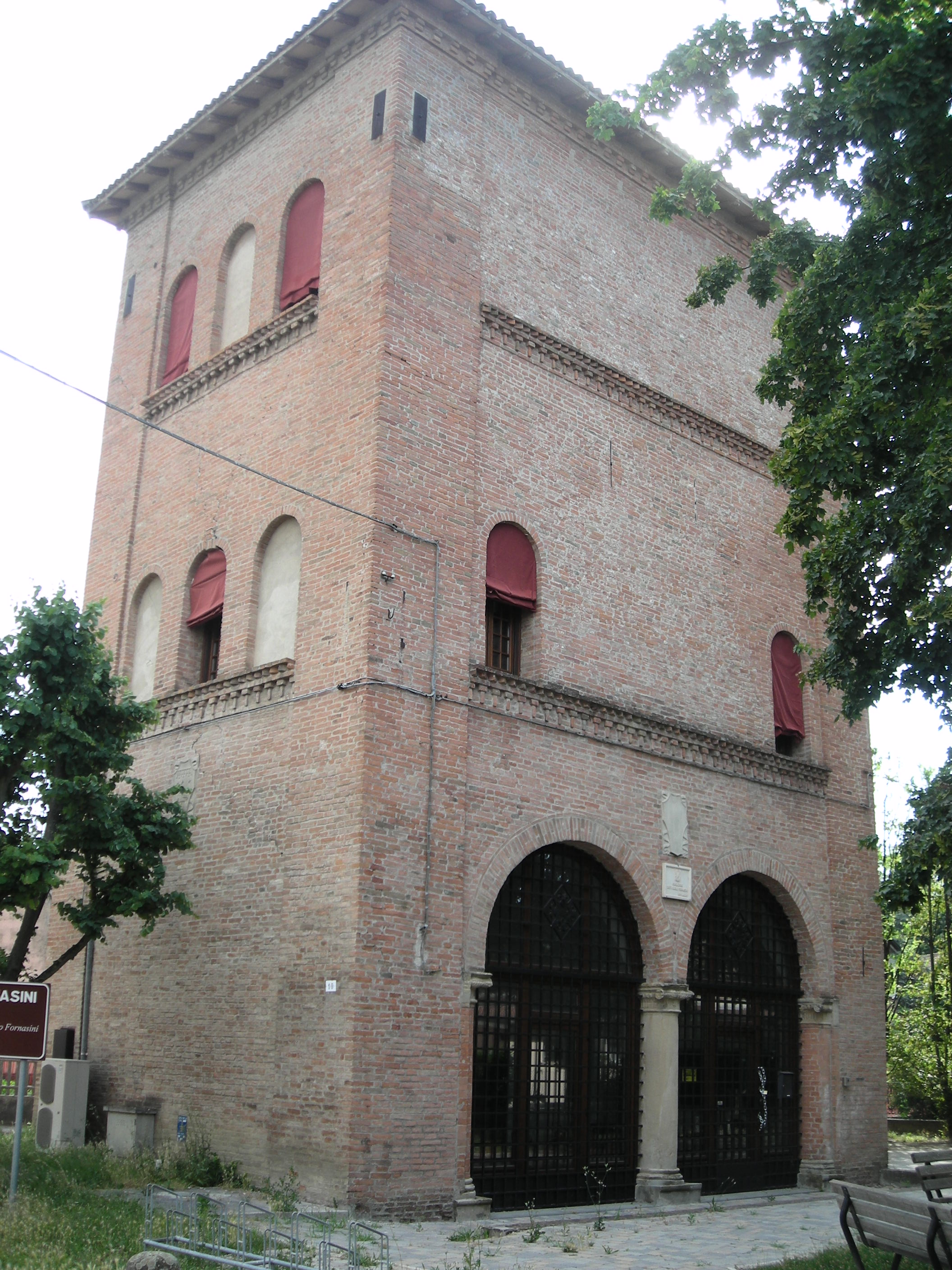
La torre del Poggio

- Torre del Poggio. Denominata anche Torre dell'Ortolano o Torre Fornasini venne edificata probabilmente intorno al 1240-1250 in un'area adiacente a quella nella quale qualche secolo dopo verrà costruito il Castello Lambertini. La torre era stata in origine adibita dal Comune di Bologna a torre di guardia, presidiata da sentinelle per l'avvistamento di nemici. Pochi anni dopo la torre venne ceduta al Monastero benedettino di San Procolo. In seguito la torre passò alla famiglia Gustavillani e si presume che divenne proprietà della casa Lambertini per essere stata la dote di Tomasa Gustavillani nel matrimonio con il marchese Egano Lambertini. Anche per i Lambertini la torre ebbe prevalentemente lo scopo difensivo, anche se leggenda vuole che nel 1321 vi nacque la beata Imelda Lambertini. Successivamente la torre passò agli ultimi proprietari, la famiglia Fornasini, che diede alla torre uno dei nomi con i quali è stata in seguito identificata. Nel 1963, durante il restauro resosi necessario per i danni causati da un fulmine che colpì l'angolo ovest della sommità della torre, nelle nicchie esterne della struttura vennero rinvenuti alcuni affreschi, in seguito donati dai proprietari alla Pinacoteca nazionale di Ferrara e conseguentemente asportati, restaurati ed esposti presso la pinacoteca e il Palazzo dei Diamanti. Tali affreschi, la cui collocazione originaria rimane ignota, sono stati attribuiti dopo attente valutazioni al pittore Amico Aspertini, esponente della scuola bolognese di pittura. A partire dagli anni 80 del secolo scorso, dopo un restauro a cura della Regione Emilia-Romagna e dalla Sovrintendenza alle belle arti, la torre venne temporaneamente adibita a biblioteca comunale, che in seguito fu trasferita all'interno del Castello Lambertini.

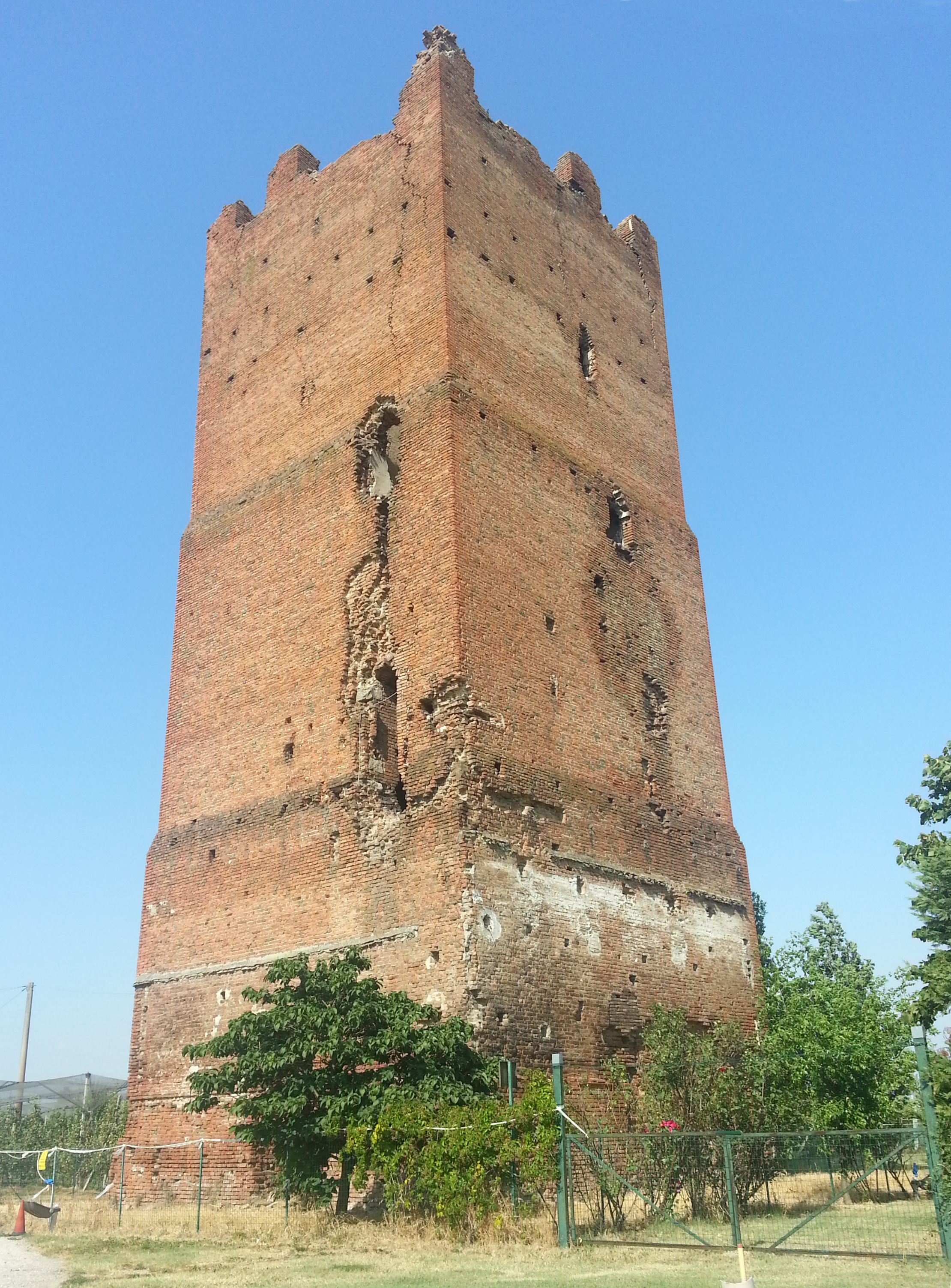
Torre dell'Uccellino

- Torre dell'Uccellino. La torre venne eretta dal Comune di Bologna a scopi difensivi e di controllo del territorio nei pressi di un'importante via di comunicazione tra Bologna e Ferrara. La costruzione iniziò nel 1242, anche se le fonti non sono concordi, e i lavori si protrassero fino al 1250 a causa anche dei continui attacchi nemici. Alta una trentina di metri, viene menzionata dai documenti d'epoca sia come torre, ma anche come vero e proprio castrum circondato da un fossato. La massiccia costruzione è rastremata verso l'alto e sormontata da una merlatura guelfa. Questo presidio perse la sua importanza strategica quando Alfonso d'Este la spogliò della campana cui era dotata per recuperare il bronzo necessario per fondere nuovi cannoni e soprattutto in seguito alla bonifica del territorio, quando la via di comunicazione presso cui sorgeva non venne più utilizzata. La torre venne quindi progressivamente abbandonata e lasciata cadere in rovina.
- Torre Verga. Denominata anche Torre Vedrega, venne costruita agli inizi del XIV secolo dal Comune di Bologna presso la confluenza tra i fiumi Riolo e Lavinio, lungo la via d'acqua detta Canale Palustre, allora rilevante sia dal punto di vista commerciale sia da quello militare, e faceva parte di una serie di altre fortificazioni a presidio del territorio. Nel 1427, con bolla papale, la torre e tutti i terreni adiacenti passarono all'antica famiglia bolognese Isolani.  La costruzione venne demolita nel 1881 e al suo posto, al bivio tra le strade che attualmente conducono a Mirabello e alla frazione di Madonna Boschi, il conte Giovanni Malvezzi pose una lapide commemorativa:

La torre del Cocenno

- Torre del Cocenno. La sua costruzione è di datazione incerta, probabilmente risale al 1233, ma tracce della torre potrebbero avere riscontro in alcuni atti di concessione di Ottone I di Sassonia e del conte Ugo II di Toscana degli ultimi anni del X secolo. Edificata nella zona di confluenza dei fiumi Cocenno e Riolo, venne utilizzata a partire dal XIII secolo per funzioni di sorveglianza per contrastare il potere dei marchesi d’Este, con i quali il Comune di Bologna era in lotta. A partire dalla metà del XVI secolo fino alla fine del Settecento fu di proprietà dei Padri Olivetani di San Michele in Bosco di Bologna, assieme ai terreni agricoli circostanti. La torre venne ristrutturata nel XIV secolo e nel 1700 le vennero addossate delle abitazioni rurali. Nel 1796 venne confiscata dalle truppe napoleoniche e nel 1806 venne ceduta da Napoleone Buonaparte all'Università di Bologna con i terreni agricoli su cui sorgeva. In seguito al terremoto dell'Emilia del 2012 la torre è crollata completamente.

## Società

### Evoluzione demografica
Abitanti censiti

### Etnie e minoranze straniere
Al 31 dicembre 2023 gli stranieri residenti nel comune sono 1 117, ovvero il 9,47% della popolazione.

### Lingue e dialetti
A Poggio Renatico, pur essendo amministrativamente in Provincia di Ferrara, si parla un dialetto di tipo bolognese rustico settentrionale, a parte le frazioni settentrionali (Madonna Boschi e Coronella) dove si utilizza il dialetto ferrarese.

## Cultura

### Musica
- Francesco Guccini per la sua famosa ballata La locomotiva si è ispirato alle gesta dell'anarchico Pietro Rigosi, che il 20 luglio 1893 si impossessò di una locomotiva in sosta nella stazione di Poggio Renatico lanciandola contro un treno di lusso.[29]

## Economia
La principale attività del paese è quella legata all'agricoltura (28,4%) seguita dall'edilizia (20,1%) e dal commercio (19,8%). Il reddito pro capite è di circa 20 000 € ed il tasso di disoccupazione si attesta al 5,2%.

## Amministrazione
Di seguito è presentata una tabella relativa alle amministrazioni che si sono succedute in questo comune dal dopoguerra.
| Periodo          | Periodo          | Primo cittadino     | Partito                                                        | Carica  | Note   |
| ---------------- | ---------------- | ------------------- | -------------------------------------------------------------- | ------- | ------ |
| 1945             | 1946             | Orlando Arlotti     | Comitato di Liberazione Nazionale                              | Sindaco | [ 31 ] |
| 1946             | 1952             | Gelindo Mazza       | Partito Comunista Italiano                                     | Sindaco | [ 31 ] |
| 1952             | 1956             | Leonello Franchi    | Partito Comunista Italiano                                     | Sindaco | [ 31 ] |
| 1957             | 1976             | Sauro Bisi          | Partito Comunista Italiano                                     | Sindaco | [ 31 ] |
| 1976             | 31 luglio 1990   | Galdino Fregna      | Partito Comunista Italiano                                     | Sindaco | [ 32 ] |
| 6 agosto 1990    | 24 novembre 1991 | Galdino Fregna      | Partito Democratico della Sinistra, Partito Comunista Italiano | Sindaco | [ 32 ] |
| 24 novembre 1991 | 24 aprile 1995   | Giovanni Malservigi | Partito Democratico della Sinistra                             | Sindaco | [ 32 ] |
| 24 aprile 1995   | 14 giugno 1999   | Giovanni Malservigi | lista civica                                                   | Sindaco | [ 32 ] |
| 14 giugno 1999   | 14 giugno 2004   | Daniele Garuti      | lista civica                                                   | Sindaco | [ 32 ] |
| 14 giugno 2004   | 8 giugno 2009    | Paolo Pavani        | centro-sinistra                                                | Sindaco | [ 32 ] |
| 8 giugno 2009    | 26 maggio 2014   | Paolo Pavani        | centro-sinistra Per Poggio                                     | Sindaco | [ 32 ] |
| 26 maggio 2014   | 27 maggio 2019   | Daniele Garuti      | lista civica Insieme per Poggio                                | Sindaco | [ 32 ] |
| 27 maggio 2019   | 9 giugno 2024    | Daniele Garuti      | lista civica Insieme per Poggio                                | Sindaco | [ 32 ] |
| 9 giugno 2024    | in carica        | Daniele Garuti      | lista civica Insieme per Poggio                                | Sindaco | [ 32 ] |